# Ophiopogon bodinieri
Ophiopogon bodinieri es una especie de planta perenne pequeña, perteneciente a la familia de las asparagáceas. Se encuentra en Asia.

## Descripción
Es una planta de hoja perenne estolonífera. Raíces delgadas, por lo general con la parte tuberosa cerca de la punta. Las hojas basales, en bucles, sésiles, de 20 - 40 × 1 - 4  mm, el margen serrado. El escapo de 15 - 35 cm. La inflorescencia en una panícula reducida, de 1 - 7 cm, con varias a muchas flores, brácteas amarillas, lineales. Las flores solitarias o en parejas; pedicelo 5-8 mm. Tépalos blancos y de color púrpura o amarillento, rojizo teñido. Semillas subglobosas o elipsoides, 5-6 mm de diámetro. Fl. Junio-agosto, fr. Agosto-octubre.

## Distribución y hábitat
Se encuentra en los bosques, matorrales, laderas a lo largo de barrancos, lugares húmedos en las laderas cubiertas de hierba, a una altitud de 500 - 3600 metros en Gansu, Guizhou, Henan, Hubei, Shaanxi, Sichuan, Taiwán, Xizang, Yunnan y Bután.

## Propiedades
Las raíces tuberosas se utilizan como planta medicinal.

## Taxonomía
Ophiopogon bodinieri fue descrita por Augustin Hector Léveillé y publicado en Mem. Pontif. Accad. Romana Nuovi Lincei 23: 343, en el año 1905.
Etimología
Ophiopogon nombre genérico que deriva del griego ophis, "serpiente", y pogon, "barba", más probablemente refiriéndose a sus hojas.
bodinieri: epíteto
Sinonimia
- Mondo bodinieri (H. Lév.) Farw.
- Mondo formosanum Ohwi
- Ophiopogon bodinieri var. pygmaeus F.T.Wang & L.K.Dai
- Ophiopogon filiformis H. Lév.
- Ophiopogon lofouensis H. Lév.[6]